# 东风扬子江汽车
揚子江汽車集團有限公司（Dongfeng Yangtse）是一家主要生产城市公交客车的公司，位于中国湖北省武汉市。

## 歷史
公司前身为武汉市公用客车厂，成立于1964年12月。2004年1月，企业改制，成立东风扬子江汽车（武汉）有限责任公司(Yangzijiang Dongfeng Automobile (Wuhan) Co., Ltd.)。

### 揚子江汽車集團有限公司時代
2016年5月23日，揚子江汽车總工程師师雷洪钧宣佈，東風揚子江汽車(武漢)有限責任公司改名爲揚子江汽車集團有限公司。
2016年9月中國扬子江汽车集团實驗生产线首次下線一台常溫常壓氫能儲存公車泰歌号，該實驗車幾乎已經達成商業運行能力，其科技突破在於採用一種化學吸收劑將液態氫吸收混和其中，之後再用催化劑還原釋放，解決了氫能危險或高成本的儲存運送問題，傳統氫氣困境在於必須低溫或高壓二選一儲存方式，低溫需耗費大量電能完全沒有經濟性，高壓鋼瓶雖便宜但也是高價品，且普及到市井民用有重大安全隱患，裝載於車輛上萬一發生車禍則安全堪慮。此次突破技術在於千人计划的专家程寒松教授全球领先原创颠覆性的“常温常压储氢技术”，可以利用现有加油站和石油輸送體系等基础设施，大幅減低了氫經濟難題。

## 產品
- 超级精灵系列  纯电动城市巴士[5]
- 精典系列  插电式混合动力城市巴士
- 威龙系列  纯电动巴士
- 威龙系列  纯电动巴士
- 城市通系列  纯电动在线充巴士
- 扬子江NQ系列  天然气巴士
- 扬子江HA系列  柴油巴士
- 扬子江U系列  城市无轨电车
- 电动老爷车觀光用系列
- XL系列  警用电动巡邏車
- TPC系列  高爾夫球車
- HC系列  電動貨車